# Темровичи
Те́мровичи (бел. Цемравічы) — деревня в составе Сластёновского сельсовета Чаусского района Могилёвской области Республики Беларусь.

## Население
- 2010 год — 66 человек